# Ruta Provincial 27 (Córdoba)

## Generalidades
La Ruta Provincial 27, es una carretera argentina, de jurisdicción provincial, ubicada en el sur de la provincia de Córdoba.

Tiene orientación oeste - este. Su kilómetro cero se encuentra en el límite con la vecina provincia de San Luis, y alcanza su punto final en la intersección con la  RP 4 .

Si nos desplazamos, hacia el sur de la provincia, la Ruta Provincial 27, es la anteúltima ruta con orientación oeste-este que encontramos antes de llegar a la provincia de La Pampa (la última es la  RP 26 ). Está asfaltada en poco más del 50% de su extensión (solo resta hacer lo propio en un tramo de 38 km entre Villa Valeria y el límite con la provincia de San Luis. En el año 2018 se firmó un acuerdo entre los gobernadores de ambas provincias para realizar la obra, pero aún en la actualidad (2023), no se ha concretado.
Su trazado la inserta en una región netamente agrícola, sirviendo de vía de comunicación para el transporte de granos y ganado.

## Localidades
A lo largo de su recorrido, esta ruta atraviesa algunas localidades ubicadas en los dos departamentos por los que se desarrolla, y que se detallan a continuación. Aquellas
que figuran en itálica, son cabecera del departamento respectivo. Entre paréntesis, figuran los datos de población. Las localidades con la leyenda s/d hacen referencia a que no se encontraron datos oficiales.
- Departamento General Roca : Villa Valeria: 2.992, Del Campillo: 3.487, Mattaldi: 1.837, Sta. Magdalena (Estación Jovita): 4.719
- Departamento Presidente Roque Sáenz Peña : Serrano: 3.179

## Recorrido
|  |  | tCONTg |

|  | GRZq | tSTR+GRZq | GRZq |  |

| lNAT |  | tSTR |  |  |

|  |  | tBHF |

|  |  | tBHF |

|  |  | tSTRe-m |

|  |  | BHF |

| BAHN | RGCONTgq | SKRZ-GBUE | RGCONTfq |  |

|  |  | KRWgl+l | CONTfq |  |

|  |  | BHF |

| lNAT |  | KRWgl+l | CONTfq |  |

|  |  | BHF |

|  |  | BHF |

|  |  | TBHFaq | CONTfq |  |

|  | CONTgq | TBHFeq |  |  |

|  | WASSERq | hKRZWae | WASSERq |  |

|  |  | STR |

|  | GRZq | STR+GRZq | GRZq |  |

|  |  | STR |

|  |  | BHF |

|  |  | BHF |

|  | CONTgq | SHI4gl+lq | CONTfq |  |

## Nota
1. ↑   El kilometraje fue tomado del amojonado en ruta. En caso de ausencia de los mismos, se calculó según información disponible en Internet, o verificación in situ .
2. ↑   Datos oficiales según Dirección de Estadísticas y censos del Gobierno de la Provincia de Córdoba, año 2010 Según datos INDEC